# RQ-4 Global Hawk
RQ-4 Global Hawk — американский стратегический разведывательный беспилотный летательный аппарат. Разработан американской компанией Teledyne Ryan Aeronautical, дочерним предприятием Northrop Grumman.
Первый полёт совершил 28 февраля 1998 года с авиабазы ВВС США в Калифорнии. Первый аппарат Global Hawk был передан ВМС США в 2004 году и приступил к выполнению боевых задач в марте 2006 года.
В январе 2012 года ВВС США решили прекратить закупку RQ-4 Global Hawk в модификации Block 30. Принятые на вооружение ранее аппараты запланировано перевести в резерв. Причиной такого решения стало их дорогостоящее обслуживание, значительно превышающее затраты на эксплуатацию Lockheed U-2.

## Разработка
В 2012 году стоимость единицы оценивается до 140 млн долларов (без учёта затрат на НИОКР), час полёта стоит 31 тыс $. В 2014 году стоимость полёта удалось снизить до 24 тыс $.

## Конструкция
RQ-4 выполнен по нормальной аэродинамической схеме. Фюзеляж изготовлен из алюминиевых сплавов и представляет собой полумонокок. Крыло полностью изготовлено из композитного материала на основе углеволокна. V-образное хвостовое оперение также сделано из композитных материалов.
Является самым большим по размерам и массе серийным БПЛА в мире. Его длина — 13,3 метров (у U-2 — 19 м, у F-15/16 — 19,5/15 м), размах крыльев равен примерно 35 метров (у U-2 — 31 м, у F-15/16 — 13/9,5 м), взлётный вес приближается к 15 тоннам.
Двигатель
Аппарат оснащён ТВДД Allison Rolls-Royce AE3007H с тягой 31,4 кН и способен нести полезную нагрузку массой до 900 кг.
Оборудование
Комплекс БПЛА Global Hawk состоит из воздушного сегмента, наземного сегмента, сегмента обслуживания, а также обученного персонала. Воздушный сегмент включает в себя непосредственно БПЛА с различными сенсорами, авионикой и системами передачи данных. Наземный сегмент состоит из оборудования запуска и обслуживания (Launch and Recovery Element), системы наземного управления (Mission Control Element) со встроенным оборудованием наземной связи.
Для повышения мобильности всё наземное оборудование размещено в контейнерах или на специальных трейлерах.
Global Hawk оснащён интегрированной системой наблюдения и разведки HISAR (Hughes Integrated Surveillance & Reconnaissance). Это упрощённая и более дешёвая версия комплекса ASARS-2 разработанного фирмой Hughes (Raytheon?) для разведывательного самолёта Lockheed U-2. Данный комплекс также используется на борту армейского БПЛА RC-7B и продаётся на международном рынке.
Комплекс включает радар SAR/MTI, а также оптический и инфракрасный сенсоры. Все три подсистемы могут работать одновременно, а их данные обрабатываются единым процессором. Цифровые данные могут передаваться на землю в режиме реального времени в пределах прямой видимости или через спутниковый канал со скоростью до 50 Мбит/с.
Радар с синтезированной апертурой изготовлен фирмой Raytheon (Hughes) и предназначен для работы в любых погодных условиях. В нормальном режиме работы он обеспечивает получение радиолокационного изображения местности с разрешением 1 метр. За сутки может быть получено изображение с площади 138 тыс. км² на расстоянии 200 км. В точечном режиме («spotlight» mode), съёмка области размером 2 х 2 км, за 24 часа может быть получено более 1900 изображений с разрешением 0,3 м. Global Hawk имеет широкополосный спутниковый канал связи и канал связи в пределах зоны прямой видимости.
Подсистема SAR/MTI работает в X-диапазоне и обеспечивает:
- Сканирование и обнаружение движущихся целей в радиусе 100 км;
- Комбинированный SAR/MTI режим предоставляет возможность наблюдения с разрешением 6 метров за полосой шириной 37 км и длиной от 20 до 110 км;
- В режиме деталировки радар обеспечивает разрешение 1,8 метра на территории 10 кв. км.

Радар обладает возможностью обнаружения наземных подвижных объектов (moving target indicator — MTI) и передачи сведений о подобных объектах (координаты и скорость) в текстовых сообщениях.
Дневная электронно-оптическая цифровая камера изготовлена компанией Hughes и обеспечивает получение изображений с высоким разрешением. Датчик (1024 x 1024 пиксел) сопряжён с телеобъективом с фокусным расстоянием 1750 мм. В зависимости от программы есть два режима работы. Первый — сканирование полосы шириной 10 км. Второй — детальное изображение области 2х2 км.
Изображения получаемые с радара и ОЭ/ИК-сенсоров обрабатываются на борту БПЛА и передаются на наземную станцию в виде отдельных кадров. Наземная станция собирает из кадров изображения и подготавливает их для дальнейшего использования.
Для навигации используется инерциальная система с поправками от GPS. Global Hawk предназначен для автономного полёта и передачи разведывательных данных через спутниковые каналы (диапазоны Ku и УКВ) на наземную станцию. В случае использования БПЛА в зоне прямой видимости имеется возможность прямой передачи данных на подходящую наземную станцию.
Наземный сегмент, состоящий из оборудования запуска и обслуживания (Launch and Recovery Element) и системы наземного управления (Mission Control Element), также производится компанией Raytheon. MCE используется для постановки задач, управления и контроля, обработки и передачи изображений. LRE предназначен для запуска и поиска БПЛА. В составе LRE имеется оборудование для вычисления дифференциальных поправок системы GPS для определения точного навигационного положения БПЛА во время взлёта и посадки. В остальное время основным навигационным средством является инерциальная система (с поправками от GPS). Во время миссий MCE и LRE могут находиться в разных местах (MCE обычно находится в расположении командования). Обе системы входящие в наземный сегмент размещаются в укреплённых убежищах, с наружными антеннами для прямой и спутниковой связи.

## Модификации
- AV — в 2007 году NASA приобрело два БПЛА для проведения программы по исследованию атмосферы GloPac[8]. Переоборудование было завершено в 2009 году[8]. Модифицированный аппарат способен нести на борту 907 килограммов научного оборудования и подниматься на высоту около 20 километров, а время его автономной работы составляет 30 часов[8]. Первый аппарат получил имя AV-1[8].
- RQ-4А Global Hawk — базовая модификация
  - Block 10 — было построено 7 БПЛА, которые были списаны в 2011 году, но летают по сей день (борт 04-2021, борт 42015)[3].
- RQ-4B Global Hawk:
  - Block 20 — увеличены грузоподъёмность и размах крыла (до 39,8 м), дальность полёта сократилась до 8700 морских миль.
  - Block 30 — официально принята на вооружение ВВС США в августе 2011 года[9]. До принятия на вооружение один БПЛА был переброшен на ливийский театр военных действий и приступил к выполнению первых полётов ещё до первых авиационных ударов 19 марта 2011 года[9]. Ещё один БПЛА использовался в Японии для облёта зоны стихийных бедствий[9]. К середине июня 2011 года в ВВС США было поставлено 12 комплексов[9]. Всего до начала поставок БПЛА в версии «блок 40» планируется приобрести 31 в версии «блок 30»[9]. В целях экономии в ВВС США будут сняты с вооружения все Block 30, также будет прекращена закупка БПЛА[5].
  - Block 40 — основным отличием от предыдущих модификаций Block 20/30 является мультиплатформенный радар MP-RTIP. Первый полёт совершил 16 ноября 2009 года, взлетев с аэродрома авиазавода № 42 в Палмдейл (штат Калифорния) и через 2 часа приземлившись на авиабазу «Эдвардс» в Калифорнии. К концу 2010 года Northrop Grumman должна поставить 15 машин RQ-4 Global Hawk Block 40. В качестве места базирования для них выбрана авиабаза «Гранд Форкс» в штате Северная Дакота[10].
- RQ-4D Phoenix — модификация, разработанная на основе RQ-4 Global Hawk Block 40 для программы НАТО по приобретению средств наблюдения за наземной обстановкой с воздуха "NATO’s Alliance Ground Surveillance (AGS)". Система совместного управления — одно из ключевых отличий «европейского» дрона RQ-4D Phoenix от базового американского. В остальном новый дрон является практически полной копией своего предшественника, на 94% повторяя детали и компоновку RQ-4. Работы по программе AGS оплатили 15 стран-членов НАТО: Болгария, Чехия, Дания, Эстония, Германия, Италия, Латвия, Литва, Люксембург, Норвегия, Польша, Румыния, Словакия, Словения и США. При этом беспилотники используются в интересах всех тридцати стран НАТО, передавая разведданные всем участникам альянса. Последний из заказанных в рамках программы пяти беспилотников прибыл на место их постоянной дислокации на авиабазе Сигонелла в Италии 12 ноября 2020 года[11].
- RQ-4E Euro Hawk — немецкая модификация RQ-4, созданная американской корпорацией Northrop Grumman и Европейским авиакосмический концерном EADS, за основу был взят Global Hawk Block 20. Была представлена в октябре 2009 года. На европейскую версию БПЛА будет устанавливаться оборудование радиотехнической разведки SIGINT, разработанное EADS. Наземные средства управления беспилотником созданы Northrop Grumman, а аппаратура обработки информации — европейской компанией. Программа создания Euro Hawk финансируется правительством Германии, которое потратило на неё около 559 млн долл. В общей сложности ВВС Германии намерены приобрести пять Euro Hawk. Поставка всех Euro Hawk запланирована к 2016 году[12].
- MQ-4C Triton — морской патрульный БПЛА на основе RQ-4 Global Hawk. БПЛА будет оснащён радаром Х-диапазона для обнаружения различных надводных кораблей и войдёт в систему расширенной морской разведки (BAMS) ВМС США. Управлять новыми беспилотниками будут экипажи патрульных самолётов P-8 Poseidon.
- Polar Hawk — модификация, предложенная компанией Northrop Grumman для вооружённых сил Канады. Разработана на основе RQ-4 Global Hawk Block 30. БПЛА приспособлен для работы в особо холодных условиях. Способен подниматься на высоту до 18 300 метров и вести беспрерывное наблюдение в течение 33 часов[13][14].

## Тактико-технические характеристики
|                                       | RQ-4A                                                             | RQ-4B    |
| ------------------------------------- | ----------------------------------------------------------------- | -------- |
| Длина                                 | 13,53 м                                                           | 14,50 м  |
| Размах крыла                          | 35,42 м                                                           | 39,89 м  |
| Площадь крыла                         | 50,10 м²                                                          |          |
| Удлинение крыла                       | 25,04                                                             |          |
| Удельная нагрузка на крыло            | 232 kg/m²                                                         |          |
| Высота                                | 4,63 м                                                            | 4,63 м   |
| Собственный вес                       | 5148 кг                                                           | 6781 кг  |
| Взлётный вес                          | 12133 кг                                                          | 14628 кг |
| Объём топливного бака                 | 6985 л                                                            | 7847 л   |
| Максимальная скорость                 | 837 км/ч                                                          | 637 км/ч |
| Потолок                               | 16811 м                                                           | 18000 м  |
| Радиус действия                       | приблизительно 5500 км с 24-часовым пребыванием в зоне назначения |          |
| Максимальная продолжительность полёта | 36 ч                                                              |          |
| Дальность                             | 25015 км                                                          | 22780 км |
| Полезная нагрузка                     | 907 кг                                                            | 1360 кг  |

## Применение
Global Hawk является первым БПЛА, который получил разрешение федерального управления гражданской авиации США на самостоятельную отправку полётного задания и полёт с использованием гражданских воздушных коридоров на территории США без дополнительных уведомлений.
15 октября 2016 года и 14 мая 2017 года БПЛА совершил по разрешению властей Украины разведывательные полёты вокруг полуострова Крым и Донбасса, вылетев с сицилийской базы Сигонелла. Также начиная с 25 ноября 2018 года, после инцидента с украинскими кораблями в районе Керченского пролива, беспилотники RQ-4B периодически производили полёты вдоль побережья Крыма и линии разграничения на Донбасе.
С 24 февраля 2022 проводит постоянный мониторинг приграничных территорий России и подготовки наступления российских войск, совершая регулярно разведывательные полёты над Чёрным морем.

## Эксплуатанты
- США
  - ВВС США — 30 RQ-4B, по состоянию на 2022 год[16]
  - ВМС США — 4 RQ-4А, по состоянию на 2022 год[16], заказано 70 MQ-4C Triton[17]
  - НАСА
- НАТО (AGS)—  5 RQ-4D Phoenix по состоянию на 2022 год[18][19].
- Австралия — в марте 2014 года ВВС Австралии получили первый RQ-4 Global Hawk Triton. БПЛА размещены на авиабазе Эдинбург в штате Южная Австралия[20].
- Германия — в октябре 2011 года ВВС Германии получили первый RQ-4 Euro Hawk из заказанных пяти (официальное принятие на вооружение запланировано на 2012 год), оставшиеся 4 БПЛА поставлены в 2015—2016 годах[21]. 14 мая 2013 года официально сообщено о прекращении программы из-за отсутствия разрешения на полёты.
- Республика Корея — 4 единицы RQ-4B по состоянию на 2022 год[22]

## Потери
| Дата       | Бортовой номер | Место аварии                             | Военный конфликт             | Описание обстоятельств или причины потери                               |
| ---------- | -------------- | ---------------------------------------- | ---------------------------- | ----------------------------------------------------------------------- |
| 06.12.1999 | RQ-4A          | США                                      |                              | авария при совершении посадки на авиабазе Эдвардс                       |
| 30.12.2001 | нет данных     | Пакистан                                 | Война в Афганистане (с 2001) | Разбился в связи с техническими неисправностями.                        |
| 10.07.2002 | нет данных     | Пакистан                                 | Война в Афганистане (с 2001) | Разбился в связи с техническими неисправностями.                        |
| 20.08.2011 | 04-2017        | Афганистан                               | Война в Афганистане (с 2001) | Разбился в связи с техническими неисправностями.                        |
| 11.06.2012 | нет данных     | США, штат Мэриленд, недалеко от Солсбери | —                            | Разбился в связи с техническими неисправностями.                        |
| 21.06.2017 | RQ-4B          | США, штат Калифорния                     | —                            | Разбился в связи с техническими неисправностями.                        |
| 26.06.2018 | нет данных     | Испания, Средиземное море                |                              | Разбился в связи с техническими неисправностями                         |
| 20.06.2019 | MQ-4C Triton   | Ормузский пролив                         | —                            | Сбит ракетой класса «земля-воздух» ПВО Ирана. Модификация MQ-4C Triton. |
| 06.08.2021 | нет данных     | США, штат Северная Дакота                | —                            | Разбился в связи с техническими неисправностями.                        |